# 戦女神
『戦女神』（いくさめがみ）は、1999年1月29日にエウシュリーから発売された18禁RPG。戦女神1作目であり、戦姫シリーズ（『戦女神』および『幻燐の姫将軍』）の5番目の物語（『戦姫 EPISODE-5』）である。後に発売されたエウシュリーの世界観「ディル＝リフィーナ」はこのゲームで生まれた。また、この作品のリメイク版となる『天秤のLa DEA。戦女神MEMORIA』が2014年4月25日に発売された。
続編の『戦女神2 〜失われし記憶への鎮魂歌〜』で、より詳細な設定が付け加えられると共に若干の改変が行われた。また、リメイク版、『天秤のLa DEA。戦女神MEMORIA』では、他作品からの関連する事例・設定など付加設定が付随されていたり、追加ストーリーによる詳細設定・補足設定が付け加えられた。
エウシュリーの公式発表では、時系列は『戦女神ZERO』→『幻燐の姫将軍』→『幻燐の姫将軍2』→『戦女神VERITA』→『戦女神』（＆『天秤のLa DEA。戦女神MEMORIA』）→『戦女神2』となっている。

## ストーリー
数百年前、女神との戦いにおいて奇跡的に相打ちの形で勝利したセリカは、致命傷を負った自身の身体の代わりにその女神の身体を奪い生き延びた。
しかし、彼が支配した女神は古神（いにしえがみ）と呼ばれる存在だったため、「神殺し」と畏れられるだけでなく、同胞を討たれた古神や、古神の存在を許さない現神（うつつかみ）、神の力を奪おうと狙う魔神らからその命を狙われる事となってしまった。
それ以来、受け入れてくれる国も場所もなく、さまざまな地を逃げ回ってきた。しかしレウィニア神権国の守護神である「水の巫女」は古神にも現神にも中立の立場を取っており、彼女との同盟でようやくそこに安住することが出来た。
レウィニア国騎士団とセリカは、18年前に行方不明になったラティナ王女を探して、港町ミルフェまでやってきた。一行は王女を廃坑で見かけたという情報を元に探索を開始する。
やがて、誘拐の真犯人はカドラ鉱山跡に居を構える魔術師アビルースであることが判明し、王女本人は既にカドラ廃坑に封じられた古神シュヴェルトライテへの生贄とされている。その結果シュヴェルトライテの寄り代となり、魂と身体は眠り続けている。やがて、シュヴェルトライテが復活を果たすも、古神ではなくその使徒だったことが判明する。その際にセリカは重傷を負ってしまい、王女は自らの魂の力を分け与え、その後セリカの中に取り込まれていたローレンの魂と共に転生の旅路に付いた。なお、シュヴェルトライテはセリカに敗れた後は彼の支配を拒み、ヴィーンゴールブ宮殿と共に再び封印される事を望んだ。

## ゲームの進め方
ミルフェの町を基点にカドラ鉱山を探索するゲーム。日付が進んだり特定のアイテムを入手するとイベントが起き攻略ダンジョンが増えるが、宿で寝ない限り日付は進まない。
リメイク版では日付のシステムがなくなり、攻略を進めると章が進むシステムとなっている。

## 登場人物
声の記載は『天秤のLa DEA。』のみ。

### 戦女神の登場人物
セリカ・シルフィル
声：かわしまりの
このゲームの主人公で「神殺し」と呼ばれる。外見は美しい女性の姿だが、れっきとした男。
現在（ゲーム開始時点）は、邪竜アラケールとの戦いで神の力の多くを失っており、体つきまでも女神に近くなっている。
シュリ・レイツェン
声：ダイナマイト亜美
セリカに付き従うメイドで、第三使徒。
戦災孤児だったところをセリカに拾われており、心からセリカの事を愛している。
リメイク版では魔導銃を扱い、魔導兵器を好む描写が追加された。
レヴィア・ローグライア
声：かわしまりの
女性騎士団員の多いレウィニア国白地龍騎士団団長。レウィニア神権国の名門貴族の息女。
セリカとは先の大戦で共に戦った戦友でもある。子供の頃からセリカの館に出入りしており、その頃から彼の事を慕っていた。騎士となる事が決まった日の夜、自ら乞うてセリカに抱かれている。
リメイク版ではランザブに裏切られた際の陵辱を行動次第で回避できるようになった。
レフィン・リンズーベル
声：若宮修一
レウィニア国白地龍騎士団団員である偉丈夫な青年。レヴィアの幼馴染で、副将との仲が悪い彼女にとって騎士団の実質No.2。
有能な若者で、レヴィアの右腕的存在。レヴィアと共に昔からセリカの館に出入りしており、彼女の気持ちにも早いうちから気付いていた。
ランザブ・キルナン
声：ほうでん亭ブリスケ
レウィニア国白地龍騎士団副将。彼が副将に就任した理由には政治的背景が多分に含まれる。白地龍騎士団の男性騎士達の一部を掌握している。反ローグライア派の息が掛かっているのに加え、女であるレヴィアが団長であること自体を快く思っていない。
グレバイト・フォル・ローレン
声：縦縞虎太郎
レウィニア国の貴族でラティナ王女の婚約者。王女を蘇らせる為に手勢を率い、カドラ廃坑で独自の行動を取っている。狂気に犯された暴走の末、最終的には人間を捨ててまでセリカを倒そうとしたが敗北。その魂は消滅（転生すら不可）するしかない状況にあったが、それを哀れんだセリカによってかろうじて残っていた魂の一部を取り込まれる。
カチュア・クレイン
声：真琴ひろ
ローレンに仕えている騎士。彼の事を愛しているが、己の立場を弁えてもいるため表には出さない。狂気に犯されているローレンを慰める為、自分の身体を差し出している。後に、セリカ達に追い詰められ暴走した配下の騎士達に輪姦されてしまう。
全てが終わりローレンを供養した後、自分を見つめなおす為の旅に出る。
リメイク版では展開次第で配下の騎士たちによる凌辱を回避することができる。
カウラ・グレイジー
声：萌花ちょこ
ミルフェ衛兵団の臨時隊長。屈強の女戦士。
ロカ・ルースコート
声：青山ゆかり
マーズテリアの神官戦士で、女の再来と言われている魔導鎧を纏う。セリカは、彼女にかつて関係のあった聖女ルナ＝クリアの面影を見出す。
リメイク版では彼女の魔導鎧は『神採りアルケミーマイスター』の主人公ウィルフレド・ディオンが作成したことになっている。
ミストラディ・カーレム
偶然ミルフェの町に立ち寄った女盗賊。
リメイク版には登場しない。
ルー
声：遙そら
隠れ住んでいたエルフの娘。
ウェンディス・プラーナ
声：波奈束風景
エルフが住んでいる集落にかけられていた結界を破壊した魔術師。アビルースの元にいるが、本質的には自分の力を追求するタイプで、単に力を得られそうだから従っているだけ。セリカに敗れた後、セリカに敵対したら魔法が使えなくなるという呪いを掛けられてしまう。
クーン・カリエステル
声：白月かなめ
ミルフェの町の司祭。
リンシャ・カーニラン
声：桐谷華
食堂「野牛の蹄」亭の女主人。若い女一人の手でなんとか切り盛りしているが、そこには色々と無理があり、時には身体を使っての取引もやむなく行っている。
アリシア・カーペント
声：歩河みぃな
ミルフェの町に住む娘。セリカが到着したその夜に盗賊団に連れ去られ輪姦されてしまう。
リメイク版では行動次第で輪姦されるのを回避することができる。
ラクチェ・プレイラン
声：姫川あいり
ミルフェの町にやってきた踊り子。盗賊たちに乗っていた馬車を襲われた際に、おとりになる。
サリア
声：木村あやか
ミルフェの町にやってきた行商人グロックに使われているドジな奴隷娘。ロクに教育すら受けておらず、あまりの要領の悪さも手伝って商品価値は無いと判断されている悲惨な境遇。
後々セリカに身請けされ、王都に帰った後にシュリの妹としてレイツェンの姓を貰い第四使徒となる。
ラティナ・ティン・レウィニア
声：鈴野ねね
レウィニア神権国の第三王女。18年前に誘拐され行方不明になる。
戦乙女シュヴェルトライテ
声：鈴野ねね
実は古神ではなく、それに仕えていた使徒（ヴァルキリー）。強大な力を持っており、三神戦争のおりに神の宮であるヴィーンゴールヴ宮殿を守護していたが、現神に宮殿ごとこの地に封じられてしまった。生贄とされたラティナの身体を寄り代として復活したが、その一方で実はラティナの魂を守り続けてもいた。
イルザーブ
声：手塚りょうこ
権天使（プリンシパティウス）。 カドラ鉱山の奥で魔神を監視している。元々は古神に仕えていた使徒で、セリカに敗れた後は彼の使い魔として現神の支配から抜ける。
リ・クアルー
声：湖月紅れ葉
龍人族(ナーガ)の王女。
上記のイルザーブによってカドラ鉱山に閉じ込められている。後にセリカの使い魔となる。
リリエム
声：桃也みなみ
カドラ鉱山の中で冒険者の精気を吸い取っている睡魔族の少女。後にセリカの使い魔となる。
ハイシェラ
声：松嶋アカネ
セリカの盟友（ボケのセリカに対するツッコミ役とも言う）。かつてセリカが「神殺し」を行った際にその力を狙って襲ってきた魔神。しかし、返り討ちにあい剣の中に封印された、という事になっている。
アビルース・カッサレ
声：雪山登
カドラ鉱山跡に居を構える魔術師で、ドルジスとウェンディスを従えて活動している。
その記憶・性格・行動は腐海の大魔術師（戦女神ZERO）の時のままで、己の欲望に従って非道な手段を駆使して記憶の中の女神（セリカの事、ただし戦女神の時には言及無し）を追い求め続けている。
リメイク版では展開によっては仲間になる。

### 天秤のLa DEA。戦女神MEMORIAからの登場人物
ヴァレフォル
声：百瀬ぽこ
獣人の姿をした少女で盗獅子という世界に名を轟かせている大盗賊。
ミルフェの街にいいニオイを感じて立ち寄った。
記憶を失い過去を覚えていないが、その正体はソロモンの魔神である。

## 制作

### 天秤のLa DEA。戦女神MEMORIA
原画家のうち、うろは元々彩色担当者だったが、キャラクターを描くよう頼まれ、最終的に男性キャラクターの一部を担当することになった。

## スタッフ

### 戦女神のスタッフ
- 企画・プロデュース - つるぎゆきの
- エグゼクティブプロデューサー - 小戸田雄一
- キャラクターデザイン・原画 - はぴよん、麒麟麦酒、TAC（T∀C）
- モンスター・背景デザイン - 奈々緒一直
- グラフィック - JENNI、村上水軍
- シナリオ・サブプログラム - KAI
- 音楽 - 森野いずみ
- メインプログラム - K・SAIKI
- オープニング・エンディングプログラム - NoBuyuki

### 天秤のLa DEA。戦女神MEMORIAのスタッフ
- エグゼクティブ・プロデューサー - 藤原行宏
- 原画 - 鳩月つみき、やくり、みつき、うろ[1]、よしだたくま
- シナリオ - 高杉九郎、矢田影見、箱十
- 音楽 - Emotional Union
- OP主題歌 - 「La eterno」
  - 歌：AiRI / 作詞：松長暁生 / 作編曲：Emotional Union
- ED主題歌 - 「Equilibrio Alba」
  - 歌：AiRI / 作詞：松長暁生 / 作編曲：Emotional Union

## 関連商品
- 戦女神&戦女神IIオリジナルサウンドトラックス完全収録盤（2003年1月22日発売）
- 天秤のLa DEA。サウンドコレクション（2014年8月14日発売）
- 天秤のLa DEA。 〜戦女神MEMORIA〜 パーフェクトガイドブック（2014年9月19日発売）